# 물왕도마뱀
물왕도마뱀(학명: Varanus salvator)은 뱀목 왕도마뱀과 왕도마뱀속에 속하는 왕도마뱀의 일종으로, 도마뱀 종류 가운데 코모도왕도마뱀에 이어 2번째로 거대한 파충류이다. 남아시아·동남아시아 일대에 골고루 분포한다.

## 분포
- V. s. adamanensis - 인도(안다만 제도)에 서식한다.
- V. s. bivittatus - 인도네시아(자와섬, 숨바섬, 발리섬, 플로레스섬, 롬보크섬)에 서식한다.
- V. s. cumingi - 필리핀(술루 제도, 사마르섬, 보홀섬, 민다나오섬, 레이테섬)에 서식한다.
- V. s. marmoratus - 필리핀(팔라완섬, 민도로섬, 루손섬)에 서식한다.
- V. s. nuchalis - 필리핀(세부섬, 티카오섬, 네그로스섬, 파나이섬, 마스바테섬)에 서식한다.
- V. s. salvator - 인도 동부, 인도네시아(수마트라섬, 보르네오섬), 캄보디아, 싱가포르, 스리랑카, 태국, 중화인민공화국 남부, 베트남, 말레이시아, 미얀마, 라오스에 서식한다.
- V. s. togianus - 인도네시아(술라웨시섬, 토기안 제도)에 서식한다.

## 형태
최대 크기는 250cm이다. 체중은 25kg이다. 몸은 가늘며 튼튼한 비늘로 덮여져 있고, 검은색이나 갈색으로 하얀색이나 황색의 작은 반점이 들어간 개체가 절대다수지만 아종이나 지역에 따라 무늬가 다르다. 꼬리는 물속에서 물살을 가르며 헤엄치는 것에 적합하다.

## 분류
- Varanus salvator salvator　(Laurenti, 1768)
- Varanus salvator adamanensis　Deraniyagala, 1944　　Andaman Islands water monitor
- Varanus salvator bivittatus　(Kuhl, 1820)　　Two-striped water monitor
- Varanus salvator cumingi　Martin, 1838　　Cuming's water monitor
- Varanus salvator marmoratus　(Wiegmann, 1834)　Marbled water monitor
- Varanus salvator nuchalis　(Günther, 1872)　　Negros water monitor
- Varanus salvator togianus　(Peters, 1872)　　Togian water monitor

## 생태
삼림 등에 서식하며, 이름대로 물가를 좋아한다. 물에 자주 들어가며, 수영이나 잠수도 능숙하다. 날카로운 발톱을 사용하며 지면에 깊은 구멍을 파서 굴로 하거나, 나무 위로 오르는 경우도 있다. 식성은 육식성이고 쥐 등의 소형 포유류, 조류나 그 알, 파충류나 그 알, 양서류, 어류, 곤충류, 갑각류, 동물의 시체 등을 먹는다. 번식형태는 난생이다. 땅 속이나 흰개미의 버려진 개미집 등에, 한번에 약 15개의 알을 낳는다. 때로는 두 마리 이상이 협력하여 먹이를 얻기도 하는데, 한 마리가 악어를 유인해서 그 사이에 다른 개체가 알을 빼앗는 경우도 있다.

## 참고 문헌
- Animal Diversity Web
- JCVI.org
- The New Reptile Database
- Photos – Water Monitor Swimming